# Шагари, Шеху
Шеху Усман Алию Шагари (англ. Shehu Usman Aliyu Shagari; 25 февраля 1925, Шагари, Колониальная Нигерия, Британская империя — 28 декабря 2018, Абуджа) — нигерийский государственный деятель, президент Нигерии в 1979—1983 годах.

## Биография
Шестой ребёнок в семье фермера-торговца. По окончании педагогического колледжа в г. Кадуне преподавал в школе.
С начала 1950-х активно занялся политикой, вступил в партию Северный Народный Конгресс. В 1954—1966 годах был членом палаты представителей парламента. В 1958—1959 годах — парламентский секретарь премьер министра страны Абубакара Тафавы Балевы.
В 1959—1962 годах министр экономического развития, в 1962—1965 годах министр внутренних дел, в 1965—1966 годах — министр общественных работ, в 1970—1975 годах в правительстве Якубу Говона министр экономики, потом министр финансов. После военного переворота 1975 года занимался частным предпринимательством, одно время был председателем совета управляющих автосборочной компании Peugeot-Nigeria.
В 1978 году, когда военные власти отменили запрет на деятельность политических партий, принял активное участие в создании Национальной партии Нигерии и был выдвинут её кандидатом на пост президента. Девиз его президентской кампании был: «Одна нация, одна судьба», хотя наибольшей поддержкой мусульманин Шагари пользовался на исламском севере страны. На выборах в августе 1979 года одержал победу на выборах и 1 октября был официально провозглашён президентом.
Проводил реформы в сфере жилищного строительства, промышленности, транспорта и сельского хозяйства, что принесло свои плоды так как в эти годы начался нефтяной бум. В сфере сельского хозяйства началось использование тракторов и комбайнов вместо ручного труда. Это способствовало созданию крупных фермерских хозяйств и большому росту производства пищевых продуктов. Несмотря на определённые успехи в развитии страны, при нём продолжалась сильная коррупция на всех уровнях власти.
Выборы президента Нигерии в 1983 году прошли при фальсификации итогов голосования, что в сочетании со снижением мировых цен на нефть, привело к заметному росту недовольства среди населения. Также в стране прошла серия региональных религиозных и политических конфликтов, что в итоге привело к военному перевороту свержению Шеху Шагари 31 декабря 1983 года (большинство жителей Нигерии одобрило насильственную смену власти в стране).
Автор нескольких книг, включая автобиографию.